# Михайлов, Владимир Алексеевич (Герой Советского Союза)
Владимир Алексеевич Михайлов (1923—1998) — старший сержант Советской Армии, участник Великой Отечественной войны, Герой Советского Союза (1945).

## Биография
Владимир Михайлов родился 15 октября 1923 года в посёлке Андреаполь (ныне — город в Тверской области). В октябре 1941 года Михайлов был призван на службу в Рабоче-крестьянскую Красную Армию. С февраля 1942 года — на фронтах Великой Отечественной войны. В боях три раза был ранен.
К августу 1944 года старший сержант Владимир Михайлов был наводчиком орудия 1966-го истребительно-противотанкового артиллерийского полка 43-й истребительно-противотанковой артиллерийской бригады 33-й армии 3-го Белорусского фронта. Отличился во время боёв на территории Литовской ССР. 9 августа 1944 года в бою под городом Вилкавишкис расчёт Михайлова почти в полном составе вышел из строя, у орудия остался лишь получивший тяжёлое ранение в голову Михайлов. Не покинув своего поста, он уничтожил 6 немецких танков «Тигр». В бессознательном состоянии он был отправлен в госпиталь.
Указом Президиума Верховного Совета СССР от 24 марта 1945 года за «образцовое выполнение боевых заданий командования в боях за освобождение Литвы и проявленные при этом мужество и героизм» старший сержант Владимир Михайлов был удостоен высокого звания Героя Советского Союза. Орден Ленина и медаль «Золотая Звезда» за номером 10706 были ему вручены лишь двадцать лет спустя.
Проживал и работал в городе Видное Московской области. Скончался 26 мая 1998 года, похоронен на Видновском кладбище Видного.
Был также награждён орденами Отечественной войны 1-й степени и рядом медалей.